# Slavnica
Slavnica es un municipio del distrito de Ilava en la región de Trenčín, Eslovaquia, con una población estimada a final del año 2024 de 864 habitantes.
Se encuentra ubicado al norte de la región, cerca del río Váh (cuenca hidrográfica del río Danubio) y de la frontera con la República Checa.

## Demografía
| Año        | 1994 | 2004    | 2014    | 2024    |
| ---------- | ---- | ------- | ------- | ------- |
| Población  | 786  | 820     | 846     | 864     |
| Diferencia |      | +4,32 % | +3,17 % | +2,12 % |

| Año        | 2023 | 2024    |
| ---------- | ---- | ------- |
| Población  | 856  | 864     |
| Diferencia |      | +0,93 % |